# Fortunago
Fortunago är en ort och kommun i provinsen Pavia i regionen Lombardiet i Italien. Kommunen hade 360 invånare (2018).